# Sufragua
Sufragua fue un pueblo indígena de Costa Rica, ubicado en la vertiente del Caribe, entre Tucurrique y Aoyaque. Posiblemente era vasallo o formaba parte de los dominios del rey de los huetares Fernando Correque. En el reparto de los indígenas de Costa Rica en encomiendas, efectuado ilegalmente en 1569 por el gobernador Pero Afán de Ribera y Gómez, se le menciona como Xupragua y se indica que su rey se llamaba Dirazabat. El pueblo fue encomendado a Domingo Jiménez, quien también recibió la encomienda de Abicetaba y cien indígenas en el pueblo de Cía.
En 1662, el pueblo de Sufragua, junto con los de Tucurrique, Aoyaque y Turrialba, pertenecía a la doctrina de San Buenaventura de Atirro. Según el gobernador Don Rodrigo Arias Maldonado y Góngora, se hallaban en una zona "... de montaña de caudalosos ríos, con muchas ciénagas y hamacas por donde pasan los religiosos y las recuas que se conducen a Matina en el mar del Norte, en el camino real y preciso que hay para dicho puerto... tienen dichos pueblos hasta sesenta tributarios, un religioso solo por falta de ellos, y ha menester otro".
Al parecer Sufragua es el mismo pueblo que aparece en documentos de fines del siglo XVII con el nombre de Jucaragua y que para 1697 solamente tenía tres familias. En un documento de 1701 se habla del pueblo de Jucaragua diciendo "que por estar desierto se agregó al de Tucurrique". El Gobernador Don Francisco Antonio de Carrandi y Menán pasó por el emplazamiento de Sufragua o Jucaragua a su regreso de Matina, en octubre de 1738, y escribió que en el paraje, ubicado en tierra llana a orillas del río de las Vueltas, "... hubo poblazón antigua llamada Jucaragua, de que no hay señal más que algunos naranjos."